# Poolkleed
Poolkleed is een artistiek kunstwerk in Amsterdam-West.
Het is toegepaste kunst uit 2005/2006 van Alphons ter Avest en staat in een naamloze open ruimte in de Barentszstraat. Het pleintje heeft echter wel een straatnaambord: Pleintje zonder naam. Ter Avest haalde zijn inspiratie uit het dagboek van Gerrit de Veer, scheepsofficier bij Willem Barentsz en Jacob van Heemskerk, waarin hij verslag doet van de gebeurtenissen tijdens hun overwintering op Nova Zembla.
Ter Avest kreeg van de Stadsdeel Westerpark het verzoek tot een ontmoetingstafel voor deze plek. Uit hetzelfde project kwam de Apentafel op het Zoutkeetsplein voort. In plaats van zich te wenden tot de mannen op genoemd eiland, keerde Ter Avest zich naar de vrouwen, die eenzaam thuis zaten niet wetende wat hun mannen was overkomen. De kunstenaar liet ze kantklossen aan een enorm tafelkleed met afbeelding die terugvoeren op de belevenissen die hun mannen vast en zeker zouden meemaken tijdens hun poging een noordoostelijke doorvaart te vinden naar Nederlands-Indië. Er zijn taferelen te zien van vossen, ijsberen, walvissen en sneeuwvlokken. Het kunstwerk is echter van gegoten aluminium komende uit een mal van piepschuim, hetgeen nog aan het aluminium te zien is. De kunstenaar noemde het "geen tafel voor het gemak"; de zittingen zijn keihard en men stoot snel de knieën aan de aluminium tafelranden. 
Hoe ongemakkelijk ook; de tafel wordt wel gebruikt bij buurtgesprekken. De tafel is vijfenhalf tot zes meter lang, net zo breed als Het Behouden Huys. Titel van het werk en naam van de kunstenaar en gieterij zijn op een van de tafelpoten vermeld.

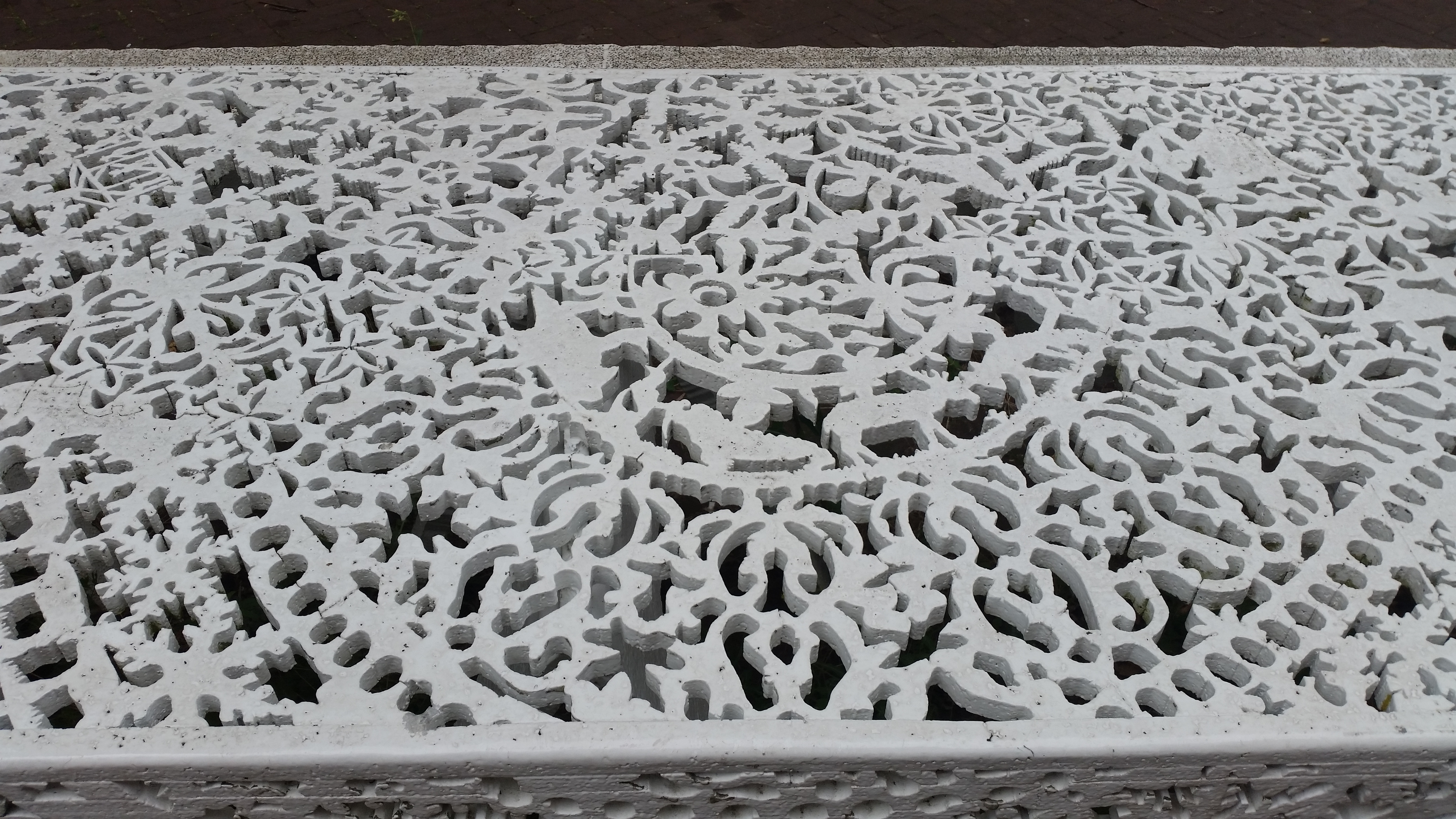
Detail van het tafelkleed (augustus 2020)

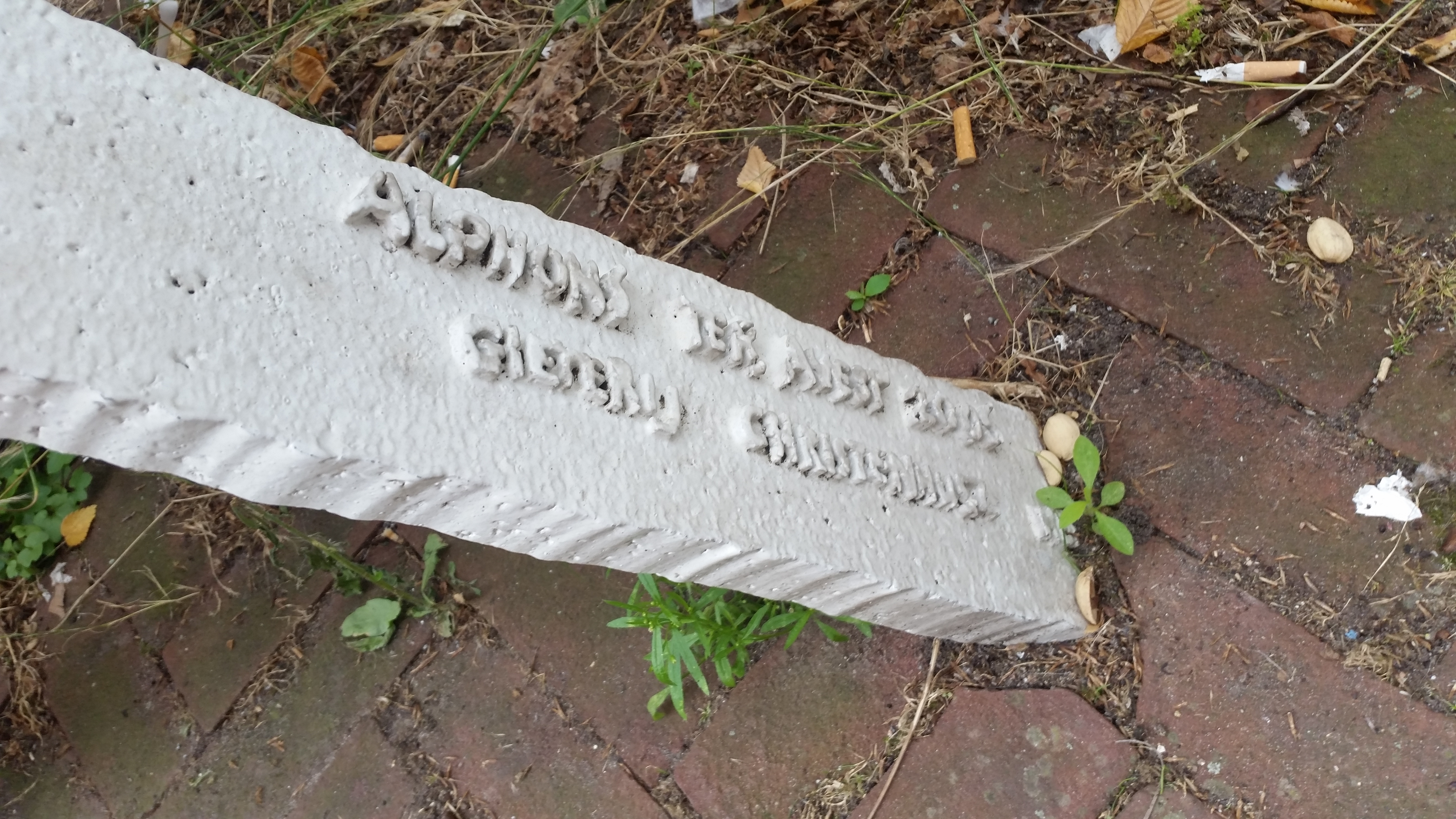
Naam kunstenaar en gieterij (augustus 2020)